# Plott
株式会社Plott（プロット）は、YouTube上にてIPコンテンツの制作・配信をしているエンタメベンチャー企業である。YouTubeチャンネル『テイコウペンギン』『ブラックチャンネル』『ハンドレッドノート』などを運営している。スローガンは、『本気のアソビで世界をアッと言わせよう。』『日常に温度を。世界に熱狂を。時代に灯火を。』
社名は小説を書く前に使う「プロット」が由来となっている。

## 歴史

### 設立前
設立のきっかけは、現経営者の奥野翔太が、自身のインターン経験からビジネスに興味を持ち、自身が好きであったエンタメ分野で起業し、その成功を目論んだことであった。
奥野は高校時代の同級生と共に起業した。当初はゲーム業界での事業成功を目指していたものの技術と資金の不足からあえなく事業は頓挫し、その企業は解散する運びとなった。その後も諦めることなくSNS上でのバラエティ動画メディアなどヒットへの手段を模索するも失敗する。そして奥野はエンタメやテクノロジーの勉強を兼ねてARのスタートアップ企業であるGraffityで勤務することとなった。

### 前身会社と「ワラシベ興業」
そこで働くうちに奥野はVTuber事業に興味を持ち、再び独立する形で2017年8月にPlottの前身となる「ファボ」を設立した。そこで再び事業を模索し、複数のSNSでの配信活動を行うなどメンバーと共に試行錯誤した。こうして、奥野らの試行錯誤の末に2018年7月にオーデションを経てYouTubeにてお笑いVTuberグループの「ワラシベ興業」が立ち上げられる。そこでヒットを目指すが、人員などの不足やまた当時は既にVTuberの数が一定以上に増え、成熟期に入っていた事もありチャンネルは伸びることなく同年12月に活動を終了する。

### Youtubeアニメ事業への転向
その後、当時漫画動画で急成長中だった「フェルミ研究所」など漫画やアニメを用いたコンテンツが成長してきていることに着目したファボは、まだYouTube上でのアニメはテレビで放送されている物を移植した物が多く、YouTubeのみで配信されるアニメが少ないことと、スマホファーストなアニメを作りたいとの奥野の思いもあり、YouTubeでの配信を中心にしたアニメ事業への転向を決める。第1作目を作るにあたり、当時からTwitterで人気を博していたとりのささみ。に目を付け、同氏の作品『テイコウペンギン』のYouTube上でのアニメ化へと2019年1月に漕ぎ着けた。
『テイコウペンギン』は半年でチャンネル登録者数30万人に成長。そして事業が軌道に乗ったファボは同年8月に5000万円の資金調達を実施し、同時に社名を現在の「Plott」に変更した。
その後、姉妹チャンネルとして他の作品のYouTubeアニメ化を展開し、同年9月に『混血のカレコレ』、11月に『全力回避フラグちゃん!』、翌2020年2月には『秘密結社ヤルミナティー』（考察系YouTuberキリンとの共同運営）と、YouTubeアニメの配信を次々に開始した。同年8月末には月刊コロコロコミック編集部との共同運営チャンネル『ブラックチャンネル』が開始。それ以降のコロコロコミックでは複数回Plottの配信するアニメ（ブラックチャンネル以外の作品も含む）の宣伝が行われ、コロコロコミック内で行われる『ブラックチャンネル』の企画にも参与している。
2021年4月には同公式のファンコミュニティアプリ、「Plott Land」がリリースされた。同社がアプリをリリースするのはこれが初めてである。
同年5月にはこれらの事業をさらに拡大するためPlottは4億円の資金調達を実施した。

## 運営しているチャンネル
| チャンネル名                          | 略称 愛称                   | 英語表記                | オリジナル曲 作曲者 | 開設日         | 備考                                                          | リンク |
| ------------------------------------- | --------------------------- | ----------------------- | --- | -------------- | ------------------------------------------------------------- | ------ |
| テイコウペンギン                      | テイペン                    | Teikou Penguin          | 自由までの距離 春猿火(OPテーマ) A2Z Da-iCE(OPテーマ)                                                                   | 2019年1月22日  | とりのささみ。(原作) 比企能博(脚本)                           |        |
| 混血のカレコレ                        | カレコレ                    | Karekore the Half Blood | ブルーダイアリー Wataru Okabe (ヒサメキャラソン) 彼此のコレカラ meiyo(OPテーマ) k.r.k.r. ヤバイTシャツ屋さん(OPテーマ) | 2019年9月15日  | 比企能博(原作・脚本)                                          |        |
| 全力回避フラグちゃん!                 | フラグ フラグちゃん         | Grim Reaper Flag Chan!  | ドキドキデート大作戦 死亡フラグ、生存フラグ、破滅フラグ キュンとして 失恋フラグ                                        | 2019年11月2日  | biki(原作)                                                    |        |
| ブラックチャンネル                    | ブラック ブラチャン Bチャン | BLACK CHANNEL           | ブラックライア ユギカ ブラックボックス ポルカドットスティングレイ(OPテーマ)                                            | 2020年8月31日  | きさいちさとし(原作) コロコロコミック(小学館)                 |        |
| 私立パラの丸高校                      | パラ高                      | PARANORMAL HIGH SCHOOL  | Empty lamp Rin音(EDテーマ) とりま。 見里未来&平翔子(EDテーマ)                                                          | 2022年5月13日  | レインボーとのコラボで Plott制作が公表                        |        |
| ハンドレッドノート                    | ハンドレ                    | HundredNote             | | 2023年5月1日   | 講談社との共同制作 複数のチャンネルが 同時展開されている      |        |
| ドラゴン娘になりたくないっ!           | ドラ娘                      |                         | | 2023年9月28日  | デュエル・マスターズ (WotC/タカラトミー/小学館)               |        |
| ワタル&カケルチャンネル               |                             |                         | | 2024年10月8日  | 魔神創造伝ワタル (バンダイナムコピクチャーズ/バンダイ/小学館) |        |
| 罪人転校生                            |                             |                         | | 2024年11月1日  | Webマンガが2025年5月7日に公開                                 |        |
| ゾンちゅう 〜ゾンビJKはゲーム配信中〜 | ゾンちゅう                  |                         | | 2024年11月29日 | Mika Pikazo（キャラクターデザイン） コロコロコミック(小学館)  |        |

## 活動休止のチャンネル
| チャンネル名              | 略称 愛称     | 英語表記               | 開設日         | 終了日        | 備考                                                                   | リンク |
| ------------------------- | ------------- | ---------------------- | -------------- | ------------- | ---------------------------------------------------------------------- | ------ |
| 秘密結社ヤルミナティー    | ヤルミナ      | Yaruminati             | 2020年2月14日  | 2023年3月15日 | 考察系YouTuber キリン                                                  |        |
| 円満解決!閻魔ちゃん       | 閻魔 エマエマ | Enmankaiketsu ENMACHAN | 2020年5月29日  | 2022年9月2日  | 羊太郎(原作)                                                           |        |
| Plottチャンネル           | プロット      | Plott Channel          | 2021年8月5日   | 2022年5月2日  | 会社の公式YouTube                                                      |        |
| Monsters Wild             | MWild         | Monsters Wild          | 2022年2月4日   | 2022年5月30日 | セリフと字幕は全て英語                                                 |        |
| P!eceぴーす【公式】       | ぴーす 3ぴす  | Piece                  | 2022年4月25日  | 2023年7月29日 | mes みきとP, 君成田晃佑 (カガミキャラソン) Best P!ece 堀江晶太(主題歌) |        |
| 太鼓の達人 公式チャンネル | 太鼓 太達     | Taiko no Tatsujin      | 2021年11月16日 | 2024年4月19日 | 太鼓の達人(バンダイナムコエンターテインメント)                         |        |

ただし、上記の2つのチャンネルは、6チャンネルコラボおよび7チャンネルコラボのときのみ動画は投稿されている。
- その他
  - プロジェクトPlott - テイコウペンギンアニメBookにて宣伝されて以降何の動きもなく、動画の更新もないYouTubeチャンネル。チャンネルの概要に書かれたあらすじはPlott6チャンネルコラボ第4弾以降の「ヴィラン編」の内容に酷似している。

## 外部とのコラボ一覧
- テイコウペンギン × マギアデイズ - ネロと愉快な仲間達 -(2019年4月27日）
- テイコウペンギン × 逆転オセロニア(2019年4月27日・8月16日)
- テイコウペンギン × クロネコの部屋(2019年7月13日)
- テイコウペンギン × ラグナロク マスターズ(2019年8月30日)
- テイコウペンギン × simeji(2019年9月20日)
- テイコウペンギン × オバマス(2019年11月16日)
- テイコウペンギン × ランチ合コン探偵(2020年1月23日)
- テイコウペンギン × ロードモバイル(2020年3月21日)
- 全力回避フラグちゃん! × 荒野行動(2020年4月22日)
- テイコウペンギン × ラストエスケイプ(2020年5月8日)
- テイコウペンギン × マイナビ転職(2020年5月12日・5月19日・5月26日)
- テイコウペンギン × ボンボンTV(2020年8月12日)
- 秘密結社ヤルミナティー × 考察系YouTuberキリン(2020年11月21日・2021年5月30日・2022年5月3日)
- テイコウペンギン × 考察系YouTuberキリン(2020年12月18日)
- ブラックチャンネル × ネフライト(2021年1月24日)
- ブラックチャンネル × ゾゾゾ ゾンビーくん(2021年1月30日)
- ブラックチャンネル × 名探偵コナン(2021年4月14日・2021年4月16日)
- 全力回避フラグちゃん! × アンジュ・カトリーナ(2021年5月29日)
- テイコウペンギン × ぷよぷよ(2021年7月2日)
- ブラックチャンネル × ソロモンプログラム(2021年8月6日)
- ブラックチャンネル × カードファイト!! ヴァンガード(2021年9月15日)
- テイコウペンギン × T-FANSITE(2021年10月1日〜2021年10月31日)
- ブラックチャンネル × デュエル・マスターズ(2021年10月8日)
- テイコウペンギン × ソウル7:闘羅大陸(2021年10月14日)
- テイコウペンギン × 空の勇者達(2022年2月1日)
- テイコウペンギン × マルイ(2022年2月11日〜2月27日)
- ブラックチャンネル × バンカラジオ(2022年2月25日)
- テイコウペンギン × eeo Museum(2022年2月25日〜3月24日)
- テイコウペンギン × グラッテ(2022年4月16日〜5月29日)
- テイコウペンギン × スプライトファンタジア(2022年4月19日)
- テイコウペンギン × 那由多の軌跡(2022年4月27日)
- P!ece × いれいす(2022年4月30日・5月1日)
- ブラックチャンネル × 運命の巻戻士(2022年5月27日)
- ブラックチャンネル × じゅんや、さがわ(2022年5月28日)
- テイコウペンギン　× 最強でんでん(2022年6月8日)
- テイコウペンギン × 岡野タケシ弁護士(2022年7月1日〜7月3日・2023年3月4日〜7日)
- ブラックチャンネル × リッチ警官キャッシュ!〜ゼロの事件簿〜(2022年7月18日）
- テイコウペンギン × 新信長の野望(2022年8月24日)
- 私立パラの丸高校 × 金の国(2022年9月24日)
- 全力回避フラグちゃん！ × リゼ・ヘルエスタ(2022年9月29日)
- テイコウペンギン × タイステ(2022年10月8日)
- 全力回避フラグちゃん！ × タイステ(2022年10月8日)
- 秘密結社ヤルミナティー × タイステ(2022年10月8日)
- 私立パラの丸高校 × ラパルフェ(2022年10月22日)
- テイコウペンギン × バーチャルラップシンガー・春猿火(2022年11月7日)
- テイコウペンギン × レインボー(2022年11月11日)
- 私立パラの丸高校 × レインボー(2022年11月12日)
- ブラックチャンネル × まいぜんシスターズ(2022年12月2日)
- 私立パラの丸高校 × ピュティフィ(2022年11月18日)
- P!ece × ぷりっつ、なーな(2022年12月18日)
- 全力回避フラグちゃん! × 憑かれた俺と黒神心霊相談所『俺クロ』(2023年2月14日・3月3日・3月4日)
- 全力回避フラグちゃん! × あおぎり高校(2023年3月10日)
- ブラックチャンネル × 岡野タケシ弁護士(2023年3月5日・3月10日)
- 混血のカレコレ × 岡野タケシ弁護士(2023年3月14日)
- ブラックチャンネル × デュエル・マスターズ(2023年3月18日)
- 混血のカレコレ × 鈴木大二郎(2023年3月22日)
- 混血のカレコレ × 葛西美空(2023年3月27日)
- ブラックチャンネル × 尾丸ポルカ(2023年3月29日)
- 全力回避フラグちゃん! × 角巻わため(2023年3月31日)
- テイコウペンギン × まんなたぬき(2023年4月3日)
- ブラックチャンネル × GENKI LABO(2023年9月2日)
- ハンドレッドノート × ボンボンTV(2023年12月21日・12月22日)
- ブラックチャンネル × 名探偵コナン(2024年4月27日)
- ブラックチャンネル ×秘密結社鷹の爪(2024年7月27日・7月28日)
- ハンドレッドノート ×すとぷり(2024年8月23日・8月24日・8月25日)
- ハンドレッドノート ×女子力高めな獅子原くん(2024年8月28日)
- ブラックチャンネル ×すとぷり(2024年8月30日)

## その他の作品
- ゆる〜い!アースグランナー劇場 - テレビ大阪・テレビ東京系アニメ『トミカ絆合体 アースグランナー』内のショートアニメ、制作協力（2020年4月5日 - 2021年3月28日）
- ゆる〜い!マジカパーティ劇場 - テレビ大阪・テレビ東京系アニメ『マジカパーティ』内のショートアニメ、制作協力（2021年4月4日 - 2022年3月27日）